# Liviu Prunaru
Liviu Prunaru (Craiova, 1969) is een Roemeens violist. 
Liviu Prunaru is op 6-jarige leeftijd begonnen met vioolspelen. Hij heeft gestudeerd bij Alberto Lysy, van het Menuhin Music Academy in Gstaad en bij Dorothy DeLay in New York. Hij was tot 2024 een van de twee concertmeesters van het Koninklijk Concertgebouworkest, samen met Vesko Eschkenazy.
Prunaru bespeelde een Stradivarius uit 1694 aangekocht door donateurs van het orkest.

## Prijzen en onderscheidingen
- 1991 Rodolfo Lipizer Internationaal Vioolconcours, Gorizia -eerste prijs.[2]
- 1992 C. Flesch Internationaal Vioolconcours, Londen - 4e prijs.
- 1993 Koningin Elisabethwedstrijd, Brussel - 2e prijs.[3][4]
- 1997 Seoul Internationaal Muziekconcours - 1e prijs (ex aequo met Ju-Young Baek)[5]
- 1998 Indianapolis Internationaal Vioolconcours - 2e prijs[6]
- 1999 Juilliard Mendelssohn Internationaal Vioolconcours - 1e prijs[1]